# The Torture Club
The Torture Club ist eine japanische Erotik-Komödie aus dem Jahr 2014. Im Film wird die junge Yuzuki an einer neuen Schule angenommen, die sich schon bald als einzige Folter herausstellt – im wahrsten Sinne des Wortes. Der Film basiert auf der Manga-Comic-Vorlage von Makoto Fukam. Die Hauptrollen spielten Noriko Kijima, Haruna Yoshizumi und Yuki Mamiya.

## Handlung
Für die christliche Highschool-Schülerin Yuzuki Mutoh geht ein Traum in Erfüllung. Sie wird an der Mädchenschule St. Honesty, einer landesweit anerkannten Privatschule, angenommen. Doch schon der erste Tag wird anders als erwartet, als sie von ihren Mitschülerinnen betäubt und in den Raum einer speziellen AG verschleppt wird: den Folterclub, wo sich Schülerinnen gegenseitig in Folterduellen messen können. Tatsächlich ist es kein Zufall, dass sie Yuzuki auswählen, denn die AG-Mitglieder haben die Schulaufnahmeprüfung manipuliert und Fragen eingearbeitet, um die „Eignung fürs Foltern“ herauszufinden. Yuzuki hat unbewusst bestanden und muss als Debütantin unfreiwillig eine Rolle als Folteropfer der dominanten Aoi einnehmen. Als sie sich befreien kann, drohen die Mädchen eine peinlich-intime Sprachnachricht publik zu machen. Yuzuki resümiert, dass die Schule, von der sie immer geträumt hat, sich als einzige Folter herausstellt. Sie tritt dem Club bei.
Neben Yuzuki besteht die AG aus den drei Mädchen Aoi Funaki, Maika Shinzaki und Yuuri Kobashi, letztere fungiert auch als Vorsitzende. Ziel der AG ist es, die Mädchen zu Folterinnen oder Spioninnen auszubilden. Durch Zufall findet Yuzuki heraus, dass Maika in Yuuri verliebt ist, doch die strengen Clubregeln verbieten Gefühle und Liebesbeziehungen zwischen den Mädchen, da sie den Widerstandsgeist schwächen und es im Extremfall zu schweren Verletzungen kommen kann. Maika wiederum stellt fest, dass Yuzuki sich in Aoi verliebt hat. 
In den Sommerferien findet bei Aoi ein Trainingscamp statt. Seit Generationen ist ihre Familie in der Kunst des Folterns versiert, Aoi selbst ist es seitens ihrer Familie verboten, die Opferrolle im Folterspiel einzunehmen. Aoi und Uyzuki kommen sich näher und Aoi lässt sich auf ihren Wunsch hin von Yuzuki foltern. Diese stellt fest, dass Aoi eine masochistische Seite hat, während Yuzuki Gefallen an der Dom-Rolle findet. Maika ihrerseits nimmt Einzelunterricht bei Yuuri. 
Zurück in der Schule beginnt Yuzuki Aoi offensiv mit deren masochistischer Einstellung zu konfrontieren. In einer Folter-Session geben sich die beiden Mädchen ihren Gefühlen hin und haben Sex. Kurz darauf werden die beiden von Yuuri und Maika gefangen genommen und mit ihrem Verstoß gegen die Regeln der AG konfrontiert, wobei Aoi von Yuuri ausgepeitscht und verletzt wird. Die AG-Mitglieder werden von der Schulleitung mit den Ereignissen konfrontiert – denn sie sind in die Ereignisse involviert und planen gar eine Inspektion der AG, um die Fortschritte festzustellen. Aoi verlässt die AG. Yuzuki besucht sie und gesteht ihr, dass sie nur ihretwegen in der AG geblieben ist und sich in sie verliebt hat. Aoi erklärt jedoch, dass aber sie Yuzuki nicht liebe. Später zieht Aoi mit ihrer Familie weg.
Die Schulleitung nimmt die Inspektion des Folterclubs vor und ernennt Yuzuki zur neuen Vorsitzenden, nachdem sie zu einer wahren Folterin geworden ist. Die Direktorin bittet sie, sich bei Aoi zu melden und bietet ihr an, ihr ihre Telefonnummer zu geben. Dafür müsse Yuzuki diese aber aus ihr herausfoltern. Es gelingt ihr. Yuzuki und Aoi treffen sich, gestehen einander ihre Liebe und foltern sich für ihre Lügen gegenseitig.

## Kritiken
„Mit Szenen von Fesselungen, lesbischem Sex und Prügeln unter der Dusche – alles von Highschool-Mädchen, die von erwachsenen Models gespielt werden – ist The Torture Club wahrscheinlich einer der umstrittensten Filme auf dem Markt. Doch Yoshida, der seine Karriere mit charakterbasierten Sex-Komödien wie Coming With My Brother (2006) und Come as You Are (2011), könnte der Schlüssel dazu sein, dass The Torture Club mehr ist als nur der extreme Fetischismus, den sein Konzept verspricht.“

## Veröffentlichung
In Deutschland wurde der Film synchronisiert von der Busch Media Group herausgegeben.